# FN FNC
De FNC (Fabrique Nationale Carabine) is een karabijn in het kaliber 5,56 mm x 45 mm gemaakt door de Belgische wapenfabrikant Fabrique Nationale de Herstal. De FNC is de opvolger van de FN FAL en de ontwikkeling ervan is begonnen in het begin van de jaren zeventig. Eind jaren 70 was de FNC klaar voor productie. Het wapen combineert de beste eigenschappen van andere beroemde ontwerpen zoals de AK-47 en de M16. Het was het standaardwapen van het Belgisch leger tot het vervangen werd door de FN SCAR-L.

## Technische Beschrijving
- Kaliber: 5.56x45mm NATO
- Gewicht, zonder magazijn: 3,800 kg
- Gewicht, leeg magazijn 30 patronen: 0,210 kg
- Gewicht, vol magazijn 30 patronen: 0,560 kg
- Lengte: 0,997 m (FNC M3)
- Theoretisch schiettempo: 625-700 schoten/minuut
- Praktisch schiettempo, automatisch vuur: 120 schoten/minuut
- Praktisch schiettempo, vuurstoten: 60 schoten/minuut
- Richtorganen: regelbaar vizieroog en regelbare vizierkorrel
- Werking: gasdruk
- Voeding: magazijn van 30 patronen, type M16 STANAG 4179
- Uitwerping: naar rechts en +/- 45 graden naar voren
- Spannen: spankruk op de rechterkant van het wapen
- Munitie: Gewone (ball) patroon, lichtspoorpatroon, losse patroon (blank star), drijfpatroon voor geweergranaten
- Standen: veiligheidsstand; 1; 3; automatisch.

## Gebruik

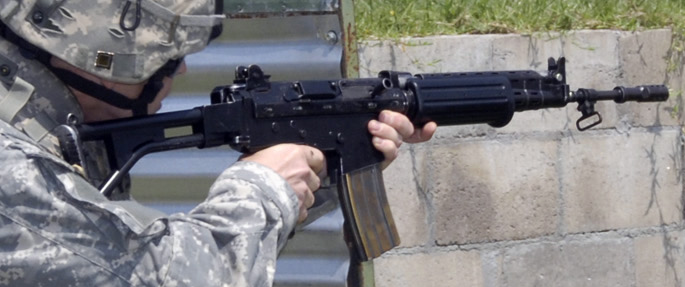
De FNC

In de Belgische Krijgsmacht is de FNC als individueel wapen in dienst bij alle componenten. De landcomponent heeft de FNC ingevoerd voor de gevechtseenheden aan het eind van de jaren 80 ter vervanging van de FN FAL. Tijdens de jaren 90 werd de FNC ingevoerd bij de overige eenheden en andere componenten. In 2006 is ook de marine overgeschakeld op FNC.
Defensie heeft twee versies, met (FNC M3) en zonder plooikolf (FNC M2). De versie met plooikolf wordt voornamelijk gebruikt bij de paracommando eenheden, pantsereenheden, de lucht- en marinecomponent. Beide versies kunnen vuren in gecontroleerde series van drie schoten, automatisch of schot per schot.
De FNC was niet het commerciële succes waarop FN Herstal had gehoopt en het wapen werd door maar weinig andere landen aangekocht. Naast de Belgische Krijgsmacht is de FNC ook in gebruik in Indonesië (SS-1), Litouwen, Marokko, Nigeria, Zweden (AK5) en Venezuela, in tegenstelling tot de aan de FNC nauw verwante Minimi, die het op de internationale wapenmarkt erg goed doet.
De FNC wordt intussen uitgefaseerd en wordt vervangen door de FN SCAR. Bij directe gevechtscapaciteit van de Special operations regiment is dit reeds het geval.